# ليبيا في الألعاب البارالمبية الصيفية 2008
ليبيا في الألعاب البارالمبية الصيفية 2008- أرسلت ليبيا وفداً للمشاركة في دورة الألعاب البارالمبية الصيفية 2008م ، والتي اقيمت في بكين بجمهورية الصين الشعبية مكون من ثلاثة لاعبين (رجلان وسيدة) للمشاركة في عدد 2 رياضة، ولم يحصل أى منهم على أية ميداليات. وقد كانت المشاركة البارالمبية الأولي لليبيا في الألعاب البارالمبية من خلال دورة أتلانتا 1996، وشاركت ليبيا في كل الدورات البارالمبية السابقة بداية من أتلانتا 1996 إلى 2004م في أثينا، ومثلت دورة 2000 بسيدنى أكبر وفد مرسل من قبل ليبيا خلال مشاركتها في الألعاب البارالمبية الصيفية والذي شمل وقتها 17 لاعب ولاعبة ، كما شهدت ذات الدورة حصول ليبيا على الميدالية البرونزية الوحيدة لها خلال مشاركاها البارالمبية حتي الآن. وليبيا لم يسبق لها المشاركة في الدورات البارالمبية الشتوية.

## الرياضة

### رفع الأثقال
| رياضي                  | حدث     | نتيجة | المركز |
| ---------------------- | ------- | ----- | ------ |
| سحر مصطفى محمد الغنيمي | 82.5كجم | 95.0  | 7      |

### كرة الطاولة
| رياضي                             | حدث          | الأدوار التمهيدية             | الأدوار التمهيدية | الأدوار التمهيدية | الأدوار التمهيدية | ربع النهائي    | الدور نصف النهائي | النهائي / BM   | النهائي / BM |
| رياضي                             | حدث          | نتيجة المواجهة                | نتيجة المواجهة    | نتيجة المواجهة    | المركز            | نتيجة المواجهة | نتيجة المواجهة    | نتيجة المواجهة | المركز       |
| --------------------------------- | ------------ | ----------------------------- | ----------------- | ----------------- | ----------------- | -------------- | ----------------- | -------------- | ------------ |
| علي مبروك أحمد                    | فردي رجال C2 | ل 0-3                         | ل 0-3             | ل 0-3             | 4                 | لم يتقدم       | لم يتقدم          | لم يتقدم       | لم يتقدم     |
| خالد أحمد أبوعجيلة                | فردي رجال C3 | ل WBF                         | ل 0-3             | 3                 | 3                 | 3              | 3                 | 3              | 3            |
| علي مبروك أحمد خالد أحمد أبوعجيلة |              | بريطانيا العظمى (GBR) · ل 0-3 | لم يتقدم          | لم يتقدم          | لم يتقدم          |                |                   |                |              |

## روابط خارجية
- اللجنة البارالمبية الدولية